# Блокула
Блокула (швед. Blåkulla) — самотня скеля посеред моря в Швеції, легендарне місце шабашу відьом.

## Міфологія
За шведським повір'ям, чаклуни і відьми вирушали на шабаш не верхи на мітлах і палицях і не з допомогою чарівних мазей, а просто виходили на одне перехрестя кількох шляхів. Близько цього перехрестя була глибока і похмура печера. Відьми ставали перед цією печерою і тричі вигукували: «Антессер, прийди і забери нас на Блокулу». Блокула — гора, відповідник німецькому Брокену або Лисій горі.
Антессер — ім'я демона, який завідував шабашними ігрищами. Цей демон являвся на заклик своїх шанувальників одягненим в сірий каптан, червоні штани з бантами, сині панчохи і загострений капелюх. У нього була велика руда борода. Він підхоплював усіх своїх гостей і миттєво переносив їх по повітрю на Блокулу, в чому йому допомагав натовп бісів, які слідували за ним. Всі ці чорти приймали вигляд козлві; гості мчали на шабаш, сидячи на них верхи. Багато відьом водили з собою на шабаш дітей. Ця дрібна публіка доставлялася на шабаш особливим способом, а саме: козлам відьми встромляли списи. Дітлахи сідали верхи на ці списи. По прибутті на Блокулу справа йшла звичайним порядком, тобто, шабаш справлявся, як і скрізь в інших місцях.

## Прообраз
Острів Бло-Юнгфрун між материковою частиною Швеції і островом Еланд, спочатку називався Blekulla. Місце було відкрито Ліннеєм в 1745 році, і він назвав його Тройєборг (швед. Trojeborg) або «лабіринт». Це стародавній пам'ятник, що представляє із себе заплутаний лабіринт доріжок, зроблених з маленьких каменів, які лежать на скелі. Місцеві рибалки використовували острів для коротких зупинок і на ньому немає жодних слідів постійного проживання. Місце вважалося нечистим і селитися тут не було бажання ні в кого.
Карл Лінней був першою людиною, який описав острів у 1745 році. Бло-Юнгфрун був тоді незайманим островом. Кар'єрні роботи, які почалися в 1904 році, знівечили острів. Червоний граніт експортувався до всієї Європи як камінь для художнього оформлення. Найбільша печера острова була повністю знищена.
Під впливом громадськості острів став національним парком в 1926 році.

## Блокула в сучасній культурі
- «Live at Blokula» — альбом 1995 року японської блек-метал групи Sabbat
- «The Blocksberg Rite» — пісня німецької Хоррор-метал групи The Vision Bleak.

## Гора для шабашу в різних країнах
- Східнослов'янські країни — Лиса гора
- Німеччина — Brocken, Blocksberg
- Швеція — Blåkulla, Häklefjäll
- Норвегія — Bloksberg, Domen
- Данія — Blåkulla, Häklefjäll, Bloksberg
- Ісландія — Vala kyrkja
- Фінляндія — Kyöpelinvuori